# Sima Jiong
Sima Jiong (司馬冏) (mort el 302 EC), nom estilitzat Jingzhi (景治), formalment Príncep Wumin de Qi (齊武閔王), va ser un príncep imperial de la Dinastia Jin (265-420) que va servir breument com a regent de l'Emperador Hui després d'enderrocar a l'usurpador Sima Lun en el 301. Va ser el quart dels vuit prínceps sovint associats amb la Guerra dels Vuit Prínceps.

## Inicis de la seva carrera
Sima Jiong era el fill de Sima You, el Príncep Xian de Qi, el germà menor del fundador de la Dinastia Jin, l'Emperador Wu, cosa que li feia el cosí de l'Emperador Hui. Les habilitats de Sima You van ser altament considerades tant pel seu pare Sima Zhao com pels oficials d'aquest, de vegades, en va ser considerat com l'hereu vertader, primer per Sima Zhao, i posteriorment per l'Emperador Wu. Després l'Emperador Wu el bandejaria de la capital Luoyang en el 282, i ell aclucà els ulls un any més tard. Sima Jiong, com el fill major de la seva dona, heretaria el seu post, i es queixaria a l'Emperador Wu sobre els errors de diagnòstic dels metges. Els metges, que havien pensat que es guanyarien el favor de l'Emperador Wu si li informaven que el Príncep You estava sa, per tal que de fet pogués anar al seu principat, havien minimitzat la malaltia que You estava patint.
Com príncep imperial, Sima Jiong va tenir un nombre considerable de tropes sota el seu comandament. Quan Sima Lun va enderrocar a la dominant esposa de l'Emperador Hui, l'Emperadriu Jia Nanfeng, en el 300 després que ella assassinà al príncep hereu de l'Emperador Hui, Sima Yu, Sima Jiong va participar en el colp d'estat, però no va rebre grans recompenses posteriorment. Per tant, es va ressentir amb Sima Lun. Sima Lun, veient el seu ressentiment, tractà d'apaivagar-lo donant-li un comandament militar important —de Xuchang (許昌, en l'actual Xuchang, Henan).

## Paper enderrocant a Sima Lun
Després que Sima Lun usurpà el tron en el 301, va començar a preocupar-se per Sima Jiong i també pel germà l'emperador Hui, Sima Ying, el Príncep de Chengdu, cosí llunyà de Sima Yong el Príncep de Hejian, cada un d'ells amb forts comandaments independents. Ell va enviar els seus col·laboradors més propers per servir com els seus assistents, però va ser que el Príncep Jiong es va negar a acceptar-ho i es va revoltar per restaurar a l'Emperador Hui. El Príncep Ying, Sima Ai el Príncep de Changshan (germà de l'Emperador Hui), i Sima Xin (司馬歆) el Duc de Xinye (el fill d'un besoncle de l'Emperador Hui) va declarar el seu suport al Príncep Jiong. El Príncep Yong en un inici va enviar al seu general Zhang Fang (張方) a donar suport a Sima Lun, però després que va saber que els Prínceps Jiong i Ying tenien grans forces, ell en compte d'això va fer un canvi de front.
Les forces de Sima Jiong inicialment estaven clavades en un punt mort front les forces de Sima Lun, però després que les forces de Sima Ying van obtenir una gran victòria contra les tropes de Sima Lun, aquestes es van col·lapsar, i les forces de Sima Jiong i Sima Ying es van apropar a Luoyang. Lun va ser capturat pels funcionaris a Luoyang, els quals s'havien revoltat també, i així el van obligar a emetre un edicte de retorn del tron a l'emperador Hui. Després el van forçar a suïcidar-se. Sun i altres socis de Sima Lun foren passats per les armes.
| Príncep de QiCasa de Sima Mort: 302 Plantilla:S-roy |                       |                                        |
| Precedit per: Sima You                              | Príncep de Qi 283–302 | VacantSegüent títol en mans deGao Yang |